# Alexander Aravena
Alexander Ernesto Aravena Guzmán, mais conhecido como Aravena (Huechuraba, 6 de setembro de 2002) é um futebolista chileno que atua como atacante. Atualmente, joga pelo Grêmio.

## Carreira

### Clubes
Aravena estreou profissionalmente em 2020 em partida contra o Huachipato, no Estádio San Carlos de Apoquindo.
Em julho de 2024, transferiu-se para o futebol brasileiro, assinando com o Grêmio até o final de 2028.

### Seleção
Representou o Chile pela seleção sub-23 na vitória por 1–0 sobre o Peru, em 31 de agosto de 2022, marcando o gol da partida.
Em 2024, participou do Torneio Pré-Olímpico Sul-Americano de 2024.

## Títulos
Universidad Católica
- Campeonato Chileno: 2020, 2021[6]
- Supercopa do Chile: 2020, 2021[6]

Grêmio
- Recopa Gaúcha: 2025[6]

Chile Sub-23
- Jogos Pan-Americanos de 2023 – Medalha de prata[7]

Individuais
- Melhor jogador Sub-21 do Campeonato Chileno: 2022[8][9]

- Seleção do campeonato chileno: 2022[9]